# Дмитренко, Валентин Иванович
Валенти́н Ива́нович Дмитре́нко (род. 6 октября 1951, Новофёдоровка, Запорожская область) — советский легкоатлет, специалист по метанию молота. Выступал за сборную СССР по лёгкой атлетике в 1970-х годах, победитель летней Универсиады в Москве, чемпион СССР и Спартакиады народов СССР. Представлял Украинскую ССР, спортивное общество «Авангард» и Вооружённые силы. Мастер спорта СССР международного класса (1972).

## Биография
Валентин Дмитренко родился 6 октября 1951 года в селе Новофёдоровка Пологовского района Запорожской области.
Занимался лёгкой атлетикой в Запорожье, состоял в добровольном спортивном обществе «Авангард». Тренер — В. Байгуш.
Впервые заявил о себе на всесоюзном уровне в сезоне 1972 года, когда на чемпионате СССР в Москве с результатом в 73,04 метра стал серебряным призёром в программе метания молота, уступив только Анатолию Бондарчуку.
В 1973 году на чемпионате СССР в Москве метнул молот ровно на 74 метра и взял бронзу. Будучи студентом, представлял страну на домашней летней Универсиаде в Москве, где получил золото.
На чемпионате СССР 1974 года превзошёл всех своих соперников в метании молота и завоевал золотую медаль, при этом был близок к установлению национального рекорда — до результата Анатолия Бондарчука ему не хватило 36 сантиметров: 75,52 м против 75,88 м. Попав в основной состав советской национальной сборной, побывал на чемпионате Европы в Риме — метнул молот на 71,18 метра, расположившись в итоговом протоколе соревнований на четвёртой строке.
В 1975 году на чемпионате страны в рамках VI летней Спартакиады народов СССР в Москве добавил в послужной список ещё одну золотую награду, показав в метании молота результат 75,88 метра. Позже на Кубке Европы в Ницце занял второе место в личном и командном зачётах, в то время как на соревнованиях в Штутгарте установил свой личный рекорд — 77,58 метра.
На чемпионате СССР 1977 года в Москве с результатом в 74,72 метра был вторым позади Александра Козлова.
Впоследствии оставался действующим спортсменом вплоть до 1980 года.
За выдающиеся спортивные достижения удостоен почётного звания «Мастер спорта СССР международного класса» (1972).
В 1980 году окончил Запорожский государственный педагогический институт, где обучался на факультете физического воспитания.